# Ferrari 430 Scuderia
De Ferrari 430 Scuderia is de meest sportieve versie van de Ferrari F430. De auto werd voor het eerst getoond op de IAA van 2007. De onthulling werd gedaan door Michael Schumacher.

## Eigenschappen
Om de strijd aan te kunnen gaan met auto's als de Porsche 911 GT3 RS en de Lamborghini Gallardo Superleggera heeft Ferrari de bestaande F430 onder handen genomen en de nodige kilo's verwijderd. De totale gewichtsbesparing komt op 100 kg. Uit de motor hebben de technici 20pk extra weten te halen. Het kg/pk ratio ging hierdoor omlaag van 2,96 naar 2,45. De versnellingsbak werd ook aangepast en nu gebeurt het ontkoppelen, schakelen en koppelen in slechts 60 milliseconden. Doordat de auto zo licht is, is hij in staat dezelfde rondetijden op Fiorano te rijden als de Ferrari Enzo. Michael Schumacher is om hulp gevraagd bij de ontwikkeling van deze auto.
Er bestaat tevens een cabriolet-uitvoering van deze auto, de 430 Scuderia Spider 16M.